# Himna Republike Finske
Maamme je državna himna republike Finske.
Besedilo himne je napisal finski pesnik Johan Ludvig Runeberg, glasbo pa nemški priseljenec Fredrik Pacius. Himna je bila prvič izvedena 13. maja 1848, za finsko himno pa je bila proglašena leta 1917.

## Besedilo
| Original | Slovenski prevod |
| --- | --- |
| Oi maamme, Suomi, synnyinmaa, soi, sana kultainen! Ei laaksoa, ei kukkulaa, ei vettä rantaa rakkaampaa, kuin kotimaa tää pohjoinen, maa kallis isien. | O naša država Finska, država rojstva, prstani, zlate besede! Brez doline, brez hriba, na plaži ni dražje vode, kot domovina severa, zemlja dragega očeta. |